# Plaça Major (Sarroca de Bellera)
La Plaça Major és una plaça pública de Sarroca de Bellera (Pallars Jussà) inclosa a l'Inventari del Patrimoni Arquitectònic de Catalunya.

## Descripció
Porxos a sobre dels carrerons que passen per la plaça del poble formant una "L", mig tapiats actualment en llur continuació per a noves edificacions. Estan formats per arcs de mig punt o rebaixats.
El conjunt estava al peu de l'antic castell de la Baronia de Barroca de Bellera.